# 3741 Rogerburns
3741 Rogerburns eller 1981 EL19 är en asteroid i huvudbältet som upptäcktes den 2 mars 1981 av den amerikanska astronomen Schelte J. Bus vid Siding Spring-observatoriet. Den är uppkallad efter nyzeeländare Roger G. Burns.
Asteroiden har en diameter på ungefär 6 kilometer.